# Culicoides hildae
Culicoides hildae är en tvåvingeart som beskrevs av Cornet och Nevill 1979. Culicoides hildae ingår i släktet Culicoides och familjen svidknott. Inga underarter finns listade i Catalogue of Life.